# 宮野木ジャンクション

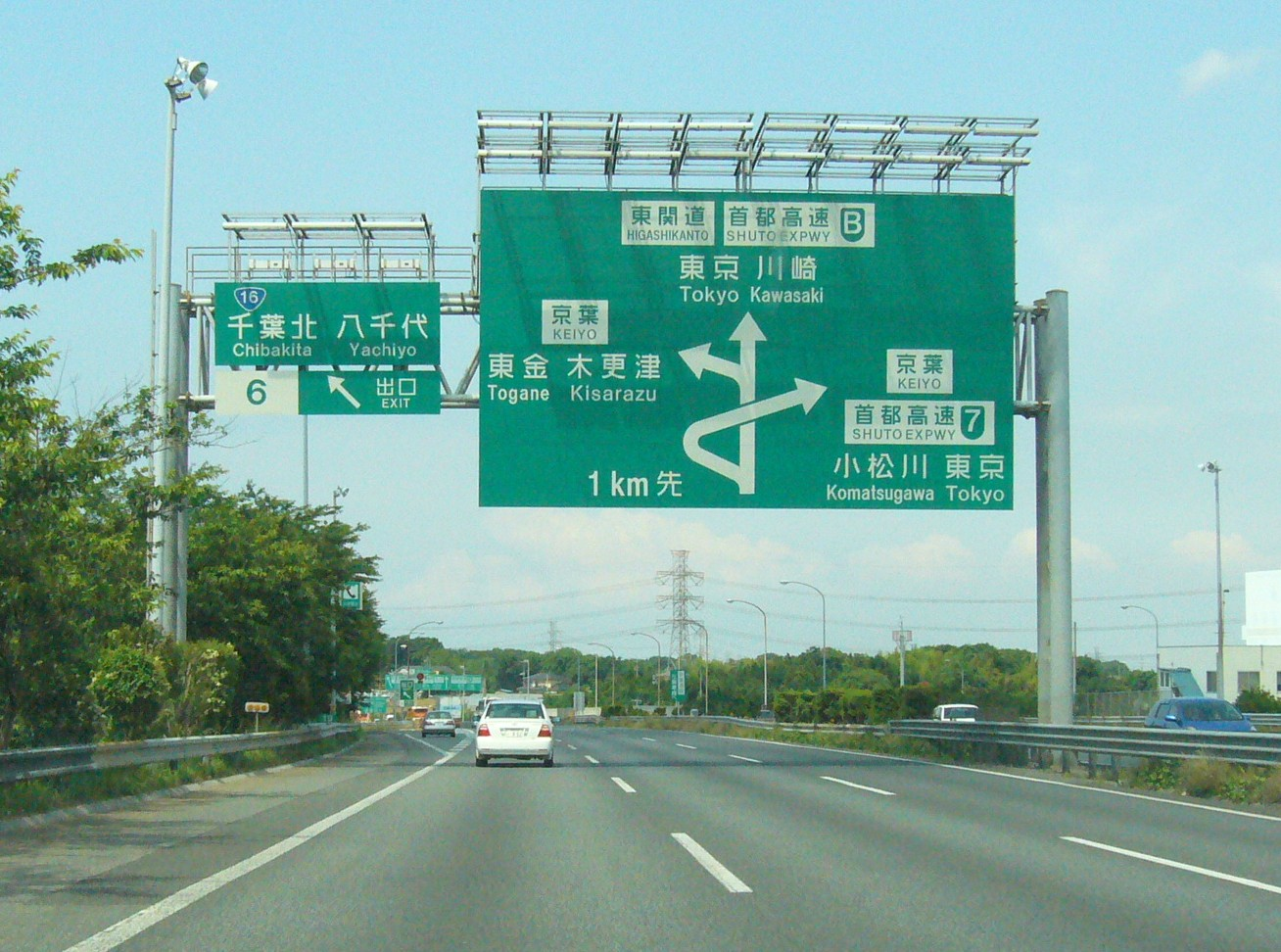
宮野木JCT案内標識（成田方面から）
当標識板は縦6.5m、横11.0mあり、日本に設置されている道路標識の中でも最大の大きさを持つといわれている

宮野木ジャンクション（みやのぎジャンクション）は、千葉県千葉市稲毛区宮野木町にある京葉道路と東関東自動車道を連絡するジャンクションである。
JCTの構造上、一部連絡しない方向がある(後述)。

## 連絡する路線
- 東関東自動車道上り線（成田） → 京葉道路上下線（篠崎・蘇我）
- 東関東自動車道下り線（浦安） → 京葉道路下り線（蘇我）
- 京葉道路上り線（蘇我） → 東関東自動車道上下線（成田・浦安）
- 京葉道路下り線（篠崎） → 東関東自動車道下り線（成田）

なお、当JCTを境に京葉道路東京方面と京葉道路東金、木更津方面・東関東道では別料金となる。このため、京葉道路本線上には宮野木JCTの分岐と合流の間に千葉西TBが、京葉道路東京方面 - 東関東道については東関東道側の分岐・合流付近に本線料金所がそれぞれ設置されており、下り線では通行券を受け取り、上り線では各ICで受け取った通行券を精算する。なお、京葉道路本線の千葉西TBは渋滞ポイントとなっており、房総方面は隣の穴川ICまで渋滞することが多い。

## 連絡しない路線
- 東関東自動車道下り線（浦安） → 京葉道路上り線（篠崎）
- 京葉道路下り線（篠崎） → 東関東自動車道上り線（浦安）

東京方面から当JCTに進入した場合、東京方面へは向かえない構造となっている。

## 隣
E14 京葉道路
(7) 武石IC - (7-1) 宮野木JCT/千葉西TB - (8) 穴川IC
E51 東関東自動車道
(4) 湾岸千葉IC - 検見川・真砂SIC（仮称・事業中） - (5) 宮野木JCT - (6) 千葉北IC

## その他
- スマホゲームアスファルト8のコース東京では当JCTの右上の巨大看板が使用されている。